# Marcelino dos Santos
Marcelino dos Santos (Lumbo, 20 de maio de 1929 - 11 de fevereiro de 2020) foi um político e poeta moçambicano e membro fundador da Frente de Libertação de Moçambique, onde chegou a vice-presidente. Depois da independência de Moçambique, Marcelino dos Santos foi o primeiro Ministro da Planificação e Desenvolvimento, cargo que deixou em 1977 com a constituição do primeiro parlamento do país (nessa altura designado “Assembleia Popular”), do qual foi presidente até à realização das primeiras eleições multipartidárias, em 1994.
Com os pseudónimos Kalungano e Lilinho Micaia tem poemas seus publicados no Brado Africano e em duas antologias publicadas pela Casa dos Estudantes do Império, em Lisboa. Com o seu nome oficial, tem um único livro publicado pela Associação dos Escritores Moçambicanos, em 1987, intitulado “Canto do Amor Natural".
Morreu no dia 11 de fevereiro de 2020, aos 90 anos.